# Dušan Mavec
Dušan Mavec, slovenski jahač, * 23. oktober 1947, Lipica,  † 2. maj 1995, Dunaj
Mavec je za Jugoslavijo nastopil na Poletnih olimpijskih igrah 1984 v Los Angelesu, kjer je v mešanem dresurnem jahanju osvojil 20. mesto. Takrat je nastopil tudi v ekipni konkurenci skupaj z Alojzom Lahom ter Stojanom Modercem. Ekipa je osvojila 10. mesto.